# 包科尼库蒂
包科尼库蒂（匈牙利語：Bakonykúti）是匈牙利费耶尔州所辖的一个村。总面积12.45平方公里，总人口120，人口密度9.6人/平方公里（2011年1月1日）。